# Brian Figueroa
Brian Eduardo Figueroa Flores, noto semplicemente come Brian Figueroa (Città del Messico, 28 maggio 1998), è un calciatore messicano, centrocampista del Mineros de Zacatecas.

## Caratteristiche tecniche
È un esterno destro.

## Carriera
Cresciuto nel settore giovanile del Pumas UNAM, ha esordito in prima squadra il 23 luglio 2017 disputando l'incontro di Primera División messicana vinto 1-0 contro il Pachuca.